# Zeynep Çamcı
Zeynep Çamcı (Bodrum, Muğla tartomány, Törökország, 1986. december 11. –) török színésznő.

## Biográfia
Zeynep Çamcı az Isztambuli Egyetem kommunikáció szakán, a rádió, televízió és film tanszéken szerzett diplomát.
2013-ban főszerepet kapott az Meryem c. filmben (rendezte: Atalay Taşdiken), és a címszerep alakításáért elnyerte a jubileumi, 50. Nemzetközi Antalyai Filmfesztivál Arany Narancs-díjat a „legjobb színésznő” kategóriában.

## Filmográfia
| alkotás           | szerep  | év   |
| ----------------- | ------- | ---- |
| Recep İvedik 2    | Kasiyer | 2009 |
| Güneşin Karanlığı | Güneş   | 2009 |
| Recep İvedik 3    | Zeynep  | 2010 |
| Meryem            | Meryem  | 2013 |

| alkotás          | évad | szerep      | megjegyzés     |
| ---------------- | ---- | ----------- | -------------- |
| Beni Böyle Sev   | 2    | Ayşem       | főszereplő     |
| Emir'in Yolu     | 1    | Can         | beugró színész |
| Leyla ile Mecnun | 2    | Sedef Leyla | beugró színész |
| Canımın İçi      | 1    | Sinem       | vendégszereplő |

## Fordítás
- Ez a szócikk részben vagy egészben  a   Zeynep Çamcı című török Wikipédia-szócikk fordításán alapul.  Az eredeti cikk szerkesztőit annak laptörténete sorolja fel. Ez a jelzés csupán a megfogalmazás eredetét és a szerzői jogokat jelzi, nem szolgál a cikkben szereplő információk forrásmegjelöléseként.